# Kiara Godoy
Kiara Pollet Godoy Soto (Maipú, 2 de abril de 2002) es una estudiante, deportista, persona con discapacidad y nadadora chilena. 

## Biografía
Godoy nació con una mala formación congénita de su brazo derecho, entrenó natación en la Teletón como forma de rehabilitación: “Me siento bien en el agua. Allí puedo ser quien soy”, ha señalado. Es estudiante de psicología de la Universidad Autónoma de Chile. En 2023, consiguió en los 100 metros mariposa clase S9 damas, obteniendo una medalla de bronce.
En 2024, participa de los Juegos Paralímpicos de París 2024.
- 2023, Medallista de Bronce en Parapanamericana de Santiago.[5]